# Fritz Rumey
Fritz Rumey (3 de Março de 1891 - 27 de Setembro de 1918) foi um piloto e ás da aviação alemão durante a Primeira Guerra Mundial que atingiu a marca de 45 vitórias em combates aéreos.
Rumey começou a servir a Força Aérea Alemã no verão de 1915. Após prestar serviço como observador na Flieger-Abteilung (Artillerie) (Destacamento de voo (artilharia)), conseguiu merecer o estatuto requerido para entrar, em Maio de 1917, na Jasta 2. Um mês depois, entrou para a Jasta 5.
Provando ser um atirador sem igual, tendo abatido 45 aeronaves no total, foi agraciado com a prestigiosa Pour le Mérite no dia 10 de Julho de 1918. Ferido em combate no dia 25 de Agosto de 1918 e em 24 de Setembro de 1918, três dias depois, a aeronave de Rumey foi gravemente danificada quando colidiu com a aeronave do sul-africano George Lawson. Rumey saltou da sua aeronave e, tendo o seu paraquedas falhado em abrir, caiu fatalmente no chão.